# Ferdi Vierklau
Ferdinand Vierklau (Bilthoven, 1 d'abril de 1973) és un exfutbolista holandés, que ocupava la posició de migcampista. Va ser internacional amb la selecció del seu país en dues ocasions.

## Trajectòria
| Temporada | Club        | Lliga         | Competició      | Partits | Gols |
| --------- | ----------- | ------------- | --------------- | ------- | ---- |
| 1991/92   | FC Utrecht  | Països Baixos | Eredivisie      | 5       | 0    |
| 1992/93   | FC Utrecht  | Països Baixos | Eredivisie      | 27      | 1    |
| 1993/94   | FC Utrecht  | Països Baixos | Eredivisie      | 29      | 2    |
| 1994/95   | FC Utrecht  | Països Baixos | Eredivisie      | 26      | 1    |
| 1995/96   | FC Utrecht  | Països Baixos | Eredivisie      | 30      | 0    |
| 1996/97   | SBV Vitesse | Països Baixos | Eredivisie      | 30      | 1    |
| 1997/98   | CD Tenerife | Espanya       | Primera Divisió | 24      | 0    |
| 1998/99   | CD Tenerife | Espanya       | primera divisió | 8       | 1    |
| 1998/99   | AFC Ajax    | Països Baixos | Eredivisie      | 8       | 0    |
| 1999/00   | Ajax        | Països Baixos | Eredivisie      | 10      | 0    |
| 2000/01   | Ajax        | Països Baixos | Eredivisie      | 14      | 0    |
| 2001/02   | Ajax        | Països Baixos | Eredivisie      | 6       | 0    |
| Total     |             |               |                 | 217     | 6    |